# Скугарева, Марина Вадимовна
Марина Вадимовна Скугарева (укр. Марина Вадимівна Скугарєва; род. 2 марта 1962, Киев) — советская и украинская художница, одна из представителей Новой украинской волны.

## Биография
Родилась в семье журналистки Ольги Леонидовны Гарицкой и архитектора Вадима Константиновича Скугарева, с 1973 года занимающего должность заведующего кафедрой декоративно-прикладного искусства художественно-графического факультета в Дагестанском государственном педагогическом институте (Махачкала, Дагестанская АССР). В 1974 году поступает в Республиканскую художественную среднюю школу имени Т. Г. Шевченко. В 1981 году окончила Дагестанское художественное училище им. М. А. Джемала.
В 1982—1988 годах учится в Львовском государственном институте декоративно-прикладного искусства на кафедре художественного текстиля.
В 1988 году выходит замуж за художника Олега Тистола, и вместе с мужем и художниками Константином «Винни» Реуновым и Яной Быстровой уезжает в Москву. Там они живут и работают вместе в сквоте «Фурманный переулок», а позже — в сквоте «Трехпрудный переулок», где находилась известная «Галерея в Трёхпрудном переулке», основанная Константином Реуновым и Авдеем Тер-Оганьяном.
В мае 1992 года Марина Скугарева и Олег Тистол в рамках программы культурного обмена получают стипендии фонда Christoph Merian Stiftung и уезжают в Базель, где живут до начала 1993 года. Там они проводят несколько выставок совместно с Гией Джапаридзе, Андре Клементом, а новых друзей — швейцарских художников Сюзетт Бэк, Рональда Вютриха, Илзе Ермен — Марина превращает в героев своих картин.
С 1993 года Марина Скугарева живёт и работает в Киеве.

## Творчество
Заняв в конце 80-х годов своё место на отечественной художественной сцене, Марина Скугарева становится постоянной участницей выставок современного искусства в Киеве, Москве, Варшаве, Базеле, Берлине, Оденсе. Её произведения являются частью той «новой волны», которая программно связывала своё искусство с постмодернизмом, обновляя его эстетикой традиционную украинскую изобразительность.
Одна из главных тем её искусства — обнаженная человеческая фигура в пространстве. Для художницы эта тема вырастает из традиций экспрессионизма, но экспрессии Марины — не столько открытые эмоции, сколько способ видения, поиск «другой точки зрения», путь сохранения «настоящей жизни» в пространстве искусства, опустошенного бесконечными цитатами и репродуцированием.
Её ранние картины («Вечерний Киев» (1988), «Der Vogel» (1990), «Колючка» (1992)) близки к трансавангардной живописи, в поздних внешняя экспрессивность отходит вглубь, открывая дорогу точности высказывания и жесткой наблюдательности. Уже в первых живописных картинах М. Скугаревой появляется характерный прием — вышитый фрагмент — птица, цветок, человеческое лицо. Внеся в свои произведения эту феминистическую окраску, Марина соединила способом вышивки и живописи «женское» и «мужское» начала, женское рукоделие и образную концептуальность.
С середины 1990-х годов Марина Скугарева работает над проектом натюрмортов — «Столы». Вытянутые полотна («Рональд», «Радиола», «Вечерние вести»), перерезанные по горизонтали длинными полупустыми столами, над которыми на условной стене закреплены портреты персонажей, она превращает в столкновение нескольких реальностей: интерьер, где висит картина, продолжается в ней самой, а изображенные на картине предметы «испытываются на достоверность», и потому стаканы и стулья здесь более реальны, чем портреты.
«Фрагменты» — название одного из циклов её картин (2001—2003) — жизнь, развернутая в эпизодах. Подчеркнутая фрагментарность и простота мотива в соединении с яркой напряженностью цвета придают этим работам особенное смысловое значение и свободное образное дыхание. Здесь художница акцентирует ценность «личной истории».
Странное пространство, в котором действительность очерчена взглядом художника, определяет своеобразие проектов «Пейзажи» и «Дороги» (2004—2009). Композиции построены по принципу «взгляда из окна автомобиля», иногда из условной верхней точки обзора, и потому между природой и человеком, который её наблюдает, существует дистанция, которая лишает её непосредственного дыхания, ограничивая форматом картины. На этих полотнах нет человеческих фигур, их мир безлюдный, подчеркнуто бесстрастный, и в то же время насыщенный и многозначный.
В 2007 году Марина Скугарева представляет проект рисунков «Хорошие Домохозяйки». Сюжетно он продолжает тему обнаженной фигуры в пространстве, расставляя в ней новые акценты. В большинстве рисунков Марина использует тексты женских интернет-чатов, которые, накладываясь на обнаженные фигуры, превращаются в татуировки. В построении рисунков видна умозрительная стратегия автора: совмещение изображения и текста для «затемнения» содержания, несовпадения между ними. В текстах тянутся бесконечные женские разговоры, а изображения фиксируют формы человеческого движения и «остановленные» эмоции. Художница лишь отталкивается от сюжетного мотива, не поэтизируя повседневность, а скорее побеждая её способом искусства.

## Коллекции
- Запорожский областной художественный музей, Украина.
- Московский дом фотографии, Россия.
- СК Джонсон Киев Корпорейшн, Украина.
- Муниципальная галерея города Оденсе, Дания.
- Фонд Christoph Merian Stiftung, Базель, Швейцария.

## Награды
- 1995 — Лауреат «Great Ukrainian Women Artist», Украина.